# Małżeństwo osób tej samej płci na Grenlandii
     Małżeństwo
     Rejestrowany związek partnerski
     Konkubinat
     Konstytucja definiuje małżeństwo jako związek kobiety i mężczyzny
     Związki jednopłciowe nieuznawane

Status prawny związków osób tej samej płci w Europie:
Małżeństwo
Rejestrowany związek partnerski
Konkubinat
Konstytucja definiuje małżeństwo jako związek kobiety i mężczyzny
Związki jednopłciowe nieuznawane

Małżeństwa osób tej samej płci zostały na Grenlandii zalegalizowane 1 października 2015. Duńskie prawo dot. małżeństw, wsparte przez grenlandzki rząd, było rozpatrywane przez parlament na wiosnę 2014, lecz odroczone następnie na jesień 2014. W wyniku wyborów zaplanowanych na listopad, obradowanie nad nowym prawem zostało ponownie odroczone w czasie. Pierwsze czytanie odbyło się 25 marca 2015. Prawo dot. małżeństw osób tej samej płci zostało ostatecznie przyjęte przez grenlandzki parlament 26 maja 2015. Biskup Luterańskiego Kościoła Danii w Grenlandii Sofie Petersen jest przychylna istnieniu małżeństw homoseksualnych.